# Natsuko Imamura
Natsuko Imamura (?, 今村 夏子, Imamura Natsuko; Hiroshima, 20 febbraio 1980) è una scrittrice giapponese.

## Biografia
Nata a Hiroshima nel 1980, vive e lavora a Osaka.
Dopo la laurea all'Università di Osaka ha iniziato a scrivere racconti mentre lavorava come addetta alle pulizie in un hotel.
Autrice di romanzi e raccolte di racconti, nel 2019 ha ricevuto il prestigioso Premio Akutagawa grazie al romanzo La donna dalla gonna viola.

## Opere principali

### Raccolte di racconti
- Atarashii musume (2010)

### Romanzi
- Kochira Amiko (2011)
- Ahiru (2016)
- Hoshi no ko (2017)
- La donna dalla gonna viola (Murasaki no sukaato no onna, 2019), Milano, Salani, 2021, traduzione dal giapponese di Anna Specchio ISBN 978-88-310-0681-1.

## Premi e riconoscimenti
- Premio Osamu Dazai: 2010 vincitrice con Atarashii musume
- Premio Mishima Yukio: 2011 vincitrice con Kochira Amiko
- Premio Kawai Hayao: 2017 vincitrice con Ahiru[6]
- Premio letterario Noma: 2017 vincitrice nella sezione "Noma Literary New Face Prize" con Hoshi no ko
- Premio Akutagawa: 2019 vincitrice con La donna dalla gonna viola